# Kulturåret 1756

## Nya verk
- Sommarqväde – Dikt av Gustaf Filip Creutz

## Födda
- 27 januari – Wolfgang Amadeus Mozart (död 1791), österrikisk kompositör.
- 3 mars – William Godwin (död 1836), brittisk filosof, samhällskritiker och författare.
- döpt 3 april – Carl Gustaf af Leopold (död 1829), svensk författare, poet, dramatiker och ledamot av Svenska Akademien.
- 6 juni – John Trumbull (död 1843), amerikansk målare.
- 20 juni – Joseph Martin Kraus (död 1792), tysk-svensk tonsättare.
- 15 augusti – Olof Åhlström (död 1835), svenskt krigsråd, organist, kompositör och musikförläggare.
- 9 september – Christopher Christian Karsten (död 1827), svensk operasångare.
- 5 oktober – Isaac Cruikshank (död 1811), brittisk konstnär.
- 21 oktober – Philippine Engelhard (död 1831), tysk poet
- okänt datum – Brita Fernlund (dödsår okänt), svensk skådespelare och sångare.

## Avlidna
- okänt datum – Riccardo Broschi (född cirka 1698), italiensk operakompositör.
- okänt datum – Bernard Accama (född 1697), nederländsk porträtt- och historiemålare.